# Santuari de la Mare de Déu de Massarrúbies
El santuari de Massarrúbies es una església de Montpol, al municipi de Lladurs (Solsonès), inclosa a l'Inventari del Patrimoni Arquitectònic de Catalunya.

## Descripció
Església situada entre la Serra d'Angrill i el serrat de l'Ingla a prop de la masia de Cabiscol, entre camps de cultiu i bosc, a la població de Montpol del municipi de Lladurs. Es tracta d'una església d'una nau de planta rectangular amb capçalera recta i coberta a tres vessants. Presenta capelles laterals amb cobertes a una vessant. En un dels murs laterals hi ha adjunt el cementiri. Al peu de l'església hi ha un porxo amb teulada a dues aigües i encavallada de fusta que se sosté en una de les parets laterals sobre dos pilars rectangulars. El porxo dona accés a l'església mitjançant un portal d'arc de mig punt adovellat i brancals de pedra escairada. A la part superior destaca el campanar d'espadanya format per dos arcs de mig punt amb sengles campanes que presenta un acabament triangular de frontó i teuladet rematat als vèrtexs per adorns en forma de bola. A la part del darrere del campanar hi ha un cos afegit de planta rectangular i coberta a tres vessants amb ulls de bou a la part superior. A la zona de la capçalera s'alça un cimbori de secció octogonal afegit amb posterioritat on s'obren finestres rectangulars amb vitralls a cada costat i presenta una coberta piramidal. El parament de l'església és de maçoneria amb pedres tallades a les cantonades, al campanar i a les obertures. L'interior de l'església està cobert per una volta de canó i hi ha ha representat tot un cicle pictòric. Destaca el retaule barroc darrere l'altar on es troba encimbellada la talla de la Mare de Déu de Massarrúbies.

## Notícies històriques
Es tracta d'una església d'origen romànic transformada posteriorment al segle XVII en estil barroc. Antigament pertanyia al terme parroquial de Terrassola i des del 1966 ha substituït aquesta parròquia i la de Montpol en la celebració del culte. Tradicionalment el diumenge després de l'Ascensió del Senyor s'hi celebra la Festa del Perdó. El retaule amb la imatge de la Mare de Déu de Massarrúbies data de l'any 1713.